# Хосе Гарсія (актор)
Хосе́ Гарсія (Жозе́ Гарсія (фр. вимова: [ʒɔze ɡaʁˈsja]); нар. 17 березня 1966, Париж, Франція) — іспансько-французький актор кіно та телебачення. Дворазовий номінант на французьку національну кінопремію «Сезар».

## Біографія
Хосе (Жосе) Гарсія народився 17 березня 1966 року в Парижі в сім'ї іспанських емігрантів. З дитинства захоплювався цирком. Отримавши диплом бухгалтера та відслуживши в армії, у віці 20 років поступив на акторські Курси Флоран у Парижі, де навчався у класі Франсіса Юстера. Завершив своє навчання в цирковому училищі Анні Фрателліні (де зустрів свою майбутню дружину Ізабель Доваль) та в паризькому відділенні акторської студії Лі Штрасберга.

## Кар'єра в кіно
У кіно Хосе Гарсія дебютував у 1989 році, зігравши невелику роль у фільмі Колін Серро «Ромуальд і Джульєтта». В наступні роки він часто знімався в ролях другого плану («Еліза», «Бомарше» та ін.), поки його не взяли на розігрів публіки в телевізійному ток-шоу «Більше ніде» (фр. Nulle part ailleurs) на «Canal+», яке вели Філіп Жільдас та Антуан де Кон. З Антуаном де Коном Гарсія став впродовж 7 років партнером по комічних скетчах з клоунами, переодяганнями і плутанинами.
Справжній успіх прийшов до актора завдяки фільму Тома Жилю «Рецепт від бідності» — карикатурної комедії про групу єврейських приятелів з паризького кварталу Сантьє з Рішаром Анконіною, Бруно Соло та Елі Каку. За роль Сержа Бенаму Хосе Гарсія був номінований на премію «Сезар» у категорії «Найперспективніший актор».
У 1999 році Хосе Гарсія вийшов за рамки комедійного амплуа, знявшись в екранізації відомого роману Мішеля Уельбека «Розширення простору боротьби». 2000 року він з'явився у комедії «Світські леви», де створив колоритний образ світського персонажа і завзятого кокаїніста Да Сільви, а в 2004 взяв участь у продовженні цього фільму.
У 2001 році Гарсія був нагороджений престижною Премією імені Жана Габена і був визнаний одним з найяскравіших комедійних акторів свого покоління. 2002 року він отримав Премію «Prisencoli Nensinainciusol» Адріано Челентано за фільм «Хороша людина».
У 2003 році Хосе Гарсія зіграв у комедії «Сміх і покарання», заснованою на біографічних фактах та поставленою його дружиною Ізабель Доваль (з якою у нього дві доньки — Лорен і Тельма). Наступного року Гарсія зіграв роль безробітного, який стає серійним вбивцею, в соціальному трилері «Гільйотина», за що вдруге був номінований на «Сезара».
У 2005 році Хосе Гарсія зіграв одну з головних ролей в комедії Крістіана Венсана «Чотири зірки», а також озвучив Лева в мультиплікаційному фільмі «Мадагаскар». 2007 року актор знявся в «міфологічній комедії» Жана-Жака Арно «Мільйон років до нашої ери — 2» де зіграв роль напівлюдини-напівпоросяти, а у 2008 році виконав роль другого плану в псевдоісторичній комедії «Астерікс на Олімпійських іграх». У кримінальній комедії 2009 року «Сутенер» Гарсія зіграв відразу дві головні ролі.
У 2016 році на екрани вийшов фільм Ніколя Бенаму «Не гальмуй», де Хосе Гарсія зіграв головну роль Тома, глави сімейства, яке вирушає в автомобільну подорож, що несподівано стає перегонами на виживання. Партнерами актора по знімальному майданчику виступили Андре Дюссольє та Каролін Віньо.

## Фільмографія (вибіркова)
| Рік  |    | Українська назва                  | Оригінальна назва                      | Роль                                      |
| ---- | -- | --------------------------------- | -------------------------------------- | ----------------------------------------- |
| 1989 | ф  | Ромуальд і Жульєтта               | Romuald et Juliette                    | ліфтер                                    |
| 1995 | ф  | Еліза                             | Élisa                                  | пасажир таксі                             |
| 1996 | ф  | Бомарше                           | Beaumarchais, l'insolent               | Фігаро                                    |
| 1996 | ф  | Серце мішені                      | Coeur de cible                         | Редіф                                     |
| 1996 | ф  | Хамелеон                          | Caméléone                              | малий поліцейський                        |
| 1997 | ф  | Поганий жанр                      | Mauvais genre                          | Le maquettiste                            |
| 1997 | ф  | Як убити жінку                    | Tout doit disparaître                  | Колле, детектив                           |
| 1997 | ф  | Демони Ісуса                      | Les démons de Jésus                    | Бруно Піачентіні                          |
| 1997 | ф  | Рецепт від бідності               | La Vérité si je mens                   |                                           |
| 1997 | ф  | Розширення простору боротьби      | Extension du domaine de la lutte       |                                           |
| 1998 | ф  | Смерть китайця                    | La mort du chinois                     | мішель Пассепонт                          |
| 1999 | ф  | Як рибка без води                 | Comme un poisson hors de l'ea          |                                           |
| 2000 | ф  | Світські леви                     | Jet Set                                | Меллор да Сільва                          |
| 2001 | ф  | Велосипедист                      | Le Vélo de Ghislain Lambert            | Клод Ламбер                               |
| 2001 | ф  | Жало світанку                     | Les Morsures de l'aube                 | Каніво                                    |
| 2001 | ф  | Що не день, то неприємності       | Trouble Every Day                      | Шоарт                                     |
| 2001 | ф  | Це правда, якщо я брешу           | La Vérité si je mens! 2                | Серж Бенаму                               |
| 2002 | ф  | Бланш                             | Blanche                                | король Людовик XIV                        |
| 2002 | ф  | Непримиренні                      | Quelqu'un de bien                      | Поль                                      |
| 2002 | ф  | Повний привід                     | Dead Weight                            | Le Boulet / Мустафа на прізвисько «Турок» |
| 2003 | ф  | Сміх і покарання                  | Rire et châtiment                      | Венсан Ромеро                             |
| 2003 | ф  | Тільки після Вас!                 | Après vous...                          | Луїс                                      |
| 2003 | ф  | Утопія                            | Utopía                                 | командир                                  |
| 2004 | ф  | Піпл                              | People: Jet Set 2                      | Джон-Джон                                 |
| 2004 | ф  | Роль її життя                     | Le Rôle de sa vie                      |                                           |
| 2004 | ф  | Сьомий день                       | El Séptimo día                         | Хосе                                      |
| 2005 | ф  | Гільйотина                        | Le Couperet                            | Бруно Давер                               |
| 2005 | ф  | Чорний ящик                       | La Boîte noire                         | Артір Зелігман                            |
| 2006 | ф  | Антитерор                         | GAL                                    | Мануель Малло                             |
| 2006 | мф | Артур і Мініпути                  | Arthur et les Minimoys                 | Давідо, озвучування                       |
| 2006 | ф  | Чотири зірки                      | Quatre étoiles                         | Стефан                                    |
| 2007 | ф  | Мільйон років до нашої ери 2      | Sa majesté Minor                       | Мінор                                     |
| 2007 | ф  | Насіння смерті                    | Pars vite et reviens tard              | комісар Жан-Батист Адамсберг              |
| 2008 | ф  | Астерікс на Олімпійських іграх    | Asterix aux jeux olympiques            | Всімкапутус                               |
| 2008 | ф  | Людина і його собака              | Un homme et son chien                  | епізод                                    |
| 2009 | ф  | Сутенер                           | Le mac                                 | Ас / Шапелль                              |
| 2012 | ф  | Команда мрії                      | Les seigneurs                          |                                           |
| 2013 | ф  | Хай живе Франція!                 | Vive la France                         | Музафар                                   |
| 2013 | ф  | Ілюзія обману                     | Insaisissables                         | епізод                                    |
| 2013 | ф  | Фонзі                             | Fonzy                                  | Фонзі                                     |
| 2016 | ф  | Гірські лижі                      | Tout schuss                            | Макс Салінжер                             |
| 2016 | ф  | Не гальмуй                        | À fond                                 | Том                                       |
| 2016 | ф  | День взяття Бастилії              | Bastille Day                           | Віктор Гамьє                              |
| 2023 | ф  | Астерікс і Обелікс: Шовковий шлях | Astérix et Obélix : L'Empire du Milieu | Байопікс                                  |

## Визнання
| Нагороди та номінації Хосе Гарсії                         | Нагороди та номінації Хосе Гарсії | Нагороди та номінації Хосе Гарсії | Нагороди та номінації Хосе Гарсії |
| Рік                                                       | Категорія                         | Фільм                             | Результат                         |
| --------------------------------------------------------- | --------------------------------- | --------------------------------- | --------------------------------- |
| 2001                                                      | Приз Жана Габена                  | Приз Жана Габена                  | Перемога                          |
|                                                           |                                   |                                   |                                   |
| Премія Сезар                                              |                                   |                                   |                                   |
| 1998                                                      | Найперспективніший актор          | Рецепт від бідності               | Номінація                         |
| 2006                                                      | Найкращий актор                   | Гільйотина                        | Номінація                         |
| Кришталевий глобус                                        |                                   |                                   |                                   |
| 2006                                                      | Найкращий актор                   | Гільйотина                        | Номінація                         |
| Міжнародний кінофестиваль комедійних фільмів в Альп-д'Юез |                                   |                                   |                                   |
| 2010                                                      | Найкраща акторська гра            | Сутенер                           | Перемога                          |